# Бригврач
Бригврач — сокращённое название должности «бригадный врач» и воинское звание высшего начальствующего (военно-медицинского) состава в Красной Армии. Выше военврача 1-го ранга, ниже дивврача.

## История
Введено Постановлением ЦИК СССР и СНК СССР от 22 сентября 1935 года «О введении персональных военных званий начальствующего состава РККА» взамен всех прежних званий военно-медицинского состава служебной категории К-10. Предназначалось для руководящего состава центральных управлений наркомата обороны СССР, начальников санитарных служб в соединениях (обычно не ниже корпусного уровня), руководителей и ведущих специалистов военных исследовательских учреждений, главных медицинских специалистов наркоматов, а также для профессорско-преподавательского состава военно-учебных заведений. В пограничных и внутренних войсках НКВД это звание было установлено приказом № 331 от 23 октября 1935 года и предназначалось для руководителей медико-санитарных и научно-исследовательских подразделений центрального аппарата наркомата, начальников санитарных отделов главных управлений, оно могло присваиваться и военнослужащим морчастей войск. Следует учитывать, что данное звание могло быть присвоено только военнослужащему с высшим медицинским образованием, являющемуся практикующим врачом, прочий начальствующий состав в этой службе, включая и фармацевтов, носил звания военно-хозяйственного состава.
В марте 1940 года по проекту К.Е. Ворошилова предполагалось ввести вместо него звание генерал-майор санитарной службы.
Скольким лицам было присвоено звание бригврач — точно не установлено. Из них некоторые были репрессированы в 1937—1938 годах.
Упразднено Постановлением ГКО СССР № 2685 от 2 января 1943 года «О введении персональных воинских званий военно-медицинскому и военно-ветеринарному составу Красной Армии», в связи с чем в 1943 году бригврачи были переаттестованы в звание полковник медицинской службы, гораздо реже генерал-майор медицинской службы.
| Род войск                                       | Соответствующее звание/должность |
| В командном составе                             | В командном составе |
| ----------------------------------------------- | --- |
| в сухопутных и военно-воздушных силах           | комбриг |
| Народный комиссариат внутренних дел СССР        | майор государственной безопасности, введённое постановлением ЦИК и СНК СССР от 7 октября 1935 года (военнослужащие пограничных и внутренних войск НКВД имели воинские звания, принятые в РККА) |
| Военно-Морской Флот СССР                        | капитан 1-го ранга |
| ВВС ВМФ и береговая служба                      | комбриг |
| В начальствующем составе                        | |
| в военно-политическом составе всех родов войск  | бригадный комиссар |
| в военно-техническом составе всех родов войск   | бригинженер |
| в военно-техническом составе ВМФ                | инженер-флагман 3-го ранга |
| в военно-хозяйственном составе всех родов войск | бригинтендант |
| в военно-ветеринарном составе всех родов войск  | бригветврач |
| в военно-юридическом составе всех родов войск   | бригвоенюрист |

## Знаки различия

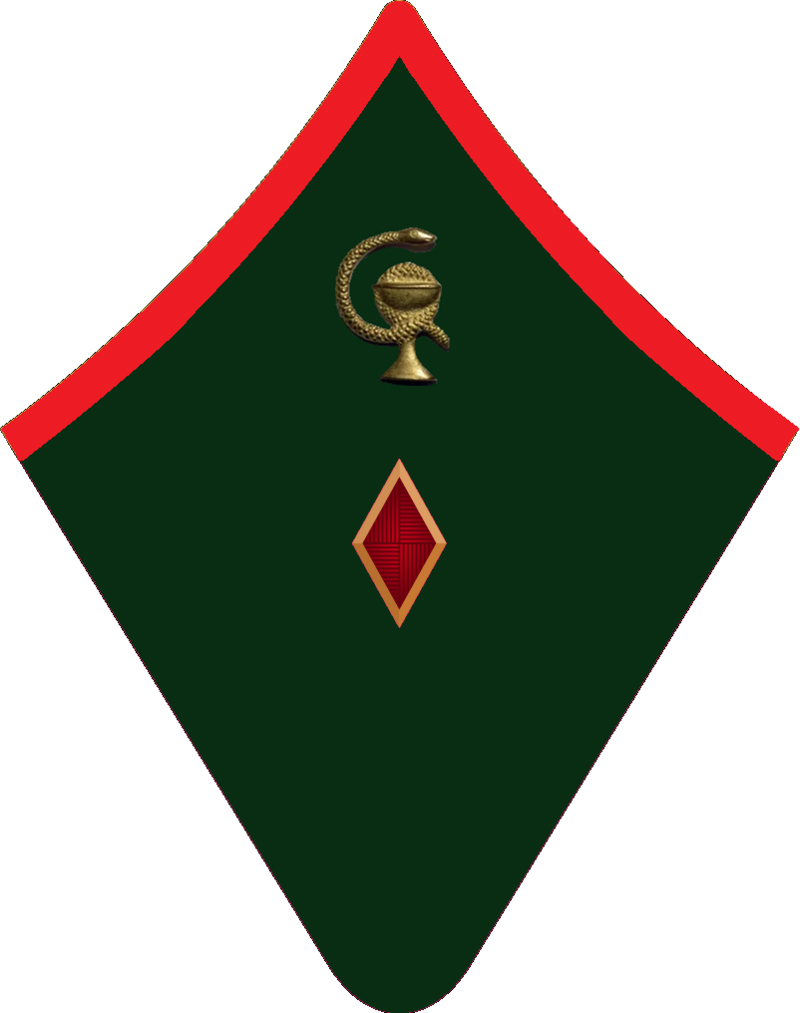
Петлица бригврача для шинели

Знаки различия — один красный ромб в петлицах.
Над ромбом была эмблема военно-медицинского состава — сосуд гигеи золотого цвета, установленная приказом НКО СССР от 10 марта 1936 года № 33.

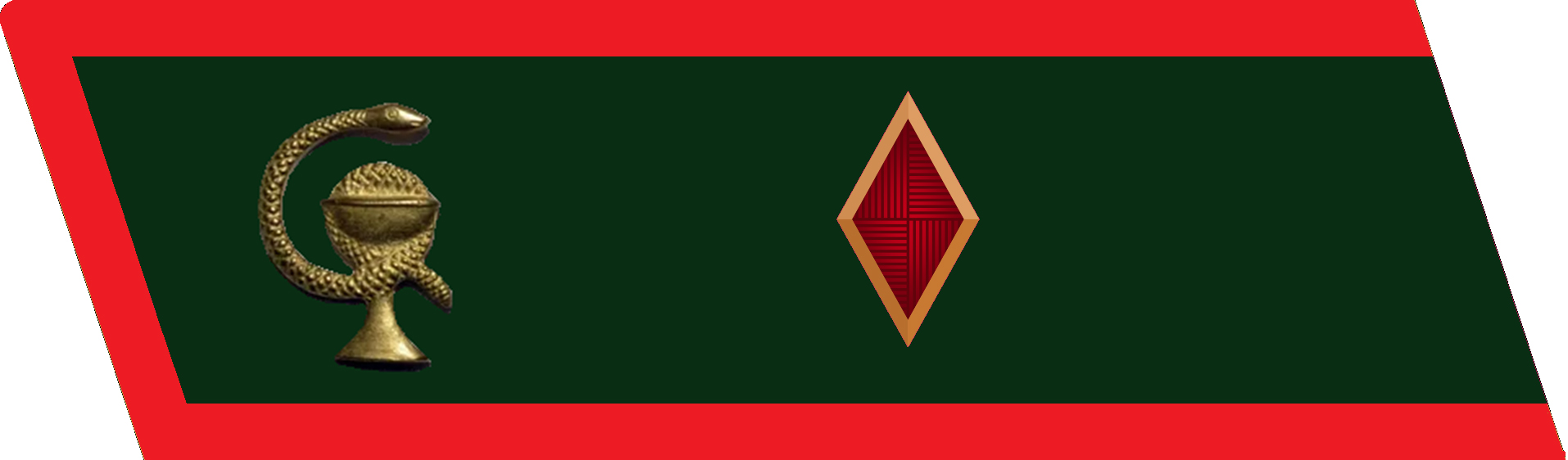
Петлица бригврача для гимнастёрки

Постановлением СНК СССР от 2 декабря № 2590 для военно-медицинского состава была установлена тёмная-зелёная расцветка петлиц с красным кантом. Если ветеринарные подразделения входили в часть, принадлежащую иному роду войск, то носили свою эмблему на петлицах цвета соответствующей службы.
Во флоте расцветки галунов и просветов на нарукавных знаках различия были установлены Постановлением СНК СССР от 2 декабря 1935 г. № 2591. Цвет галунов и звёзд над ними был белый (сребристый), а цвет просветов (выпушек) между галунами — зелёный.

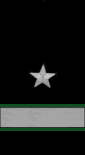
Бригврач ВМФ

Бригврачу ВМФ полагался один широкий галун серебристого цвета, окаймленный зелёными выпушками, над которыми была размещена одна серебристая пятиконечная звезда.
Для медицинской службы военно-морских баз было введено ношение металлических петличных эмблемы, но расположенных на вертикально стоящем якоре.
Эмблема и пуговицы носятся одинакового цвета с галуном нарукавных знаков различия.

## Присвоения
Список бригврачей РККА, ВМФ и НКВД СССР (1935—1943)